# 波氏曲口魚
波氏曲口魚（学名：Campostoma pauciradii）为輻鰭魚綱鯉形目鲤科的一個種，該物種於1983年由Brooks M. Burr和Robert Cashner描述，分布於北美洲美國喬治亞州和阿拉巴馬州的阿巴拉契科拉河和奧科尼河、塔拉普薩河和埃托瓦河、托科阿河流域，體長可達16公分，棲息在岩石急流區。